# Aegocera humphreyi
Aegocera humphreyi är en fjärilsart som beskrevs av George Francis Hampson 1911. Aegocera humphreyi ingår i släktet Aegocera och familjen nattflyn. Inga underarter finns listade i Catalogue of Life.